# Channa ornatipinnis
Channa ornatipinnis е вид бодлоперка от семейство Channidae.

## Разпространение
Видът е разпространен в Мианмар.

## Описание
На дължина достигат до 20,5 cm.